# Robert Vermeire
Robert "Bertje" Vermeire, född den 2 november 1944 i Beernem, är en belgisk tidigare cross-cyklist som blev femfaldig världsmästare och åttafaldig belgisk mästare som amatör. Han arbetade på sin onkels jordbruk och ville inte bli professionell, men det belgiska cykelförbundets regler förbjöd honom att fortsätta i amatörklassen eftersom han blivit för gammal (från det år man fyllde 35 fick man välja mellan att vara veteran, senare kallad master, eller professionell), så från säsongen 1978/1979 hade han ett proffskontrakt under sex månader om året och var jordbruksarbetare under sommarhalvåret. Som professionell vann han inte fler mästerskapstitlar, men ett VM-brons 1979 och sex medaljer (silver fem år i rad, alla bakom Roland Liboton, och ett brons) vid nationsmästerskapen blev det fram till dess att han avslutade karriären efter vintern 1985/1986.

## Meriter – cykelcross
Från och med säsongen 1966/1967 delades cykelcrossen upp i en amatörklass och en klass för professionella.

### Öppen klass
1965/1966
3:a vid Belgiska mästerskapen

### Amatör
De belgiska mästerskapen hölls vintersäsongsvis (före nyår till och med 1969/1970, efter nyår från 1970/1971 – således hölls inget mästerskap under kalenderåret 1970), UCI:s världsmästerskap hölls kalenderårsvis (i januari–mars).
| SäsongMästerskap      | 1967 1968 | 1968 1969 | 1969 1970 | 1970 1971 | 1971 1972 | 1972 1973 | 1973 1974 | 1974 1975 | 1975 1976 | 1976 1977 | 1977 1978 |
| --------------------- | --------- | --------- | --------- | --------- | --------- | --------- | --------- | --------- | --------- | --------- | --------- |
| Världsmästerskapen    | 11        |           |           |           | 10        |           |           |           |           |           | 11        |
| Belgiska mästerskapen | –         |           |           |           |           |           |           |           |           |           |           |

### Professionell
Både världsmästerskap och belgiska mästerskap hölls i januari–februari. Superprestige (införd 1982) består av ett antal deltävlingar som är spridda under vintern.
| SäsongMästerskap      | 1978 1979 | 1979 1980 | 1980 1981 | 1981 1982 | 1982 1983 | 1983 1984 | 1984 1985 | 1985 1986 |
| --------------------- | --------- | --------- | --------- | --------- | --------- | --------- | --------- | --------- |
| Världsmästerskapen    |           | 8         | 6         | 4         | 6         | 4         | 15        | 10        |
| Belgiska mästerskapen |           |           |           |           |           |           | 4         | 18        |
| Superprestige         | X         | X         | X         | X         | 4         | 11        | –         | 12        |

X = Ej införd.